# Коваленко Олексій Володимирович
Коваленко Олексій Володимирович (16 липня 1976, Демидів, Вишгородський район, Київська область, Україна — 25 лютого 2022, поблизу села Демидів, Вишгородський район, Київська область) — підполковник Збройних сил України, учасник російсько-української війни, загинув 25 лютого 2022 в бою в ході відбиття російської агрессії. Старший викладач кафедри радіоелектронної боротьби житомирського військового інституту імені С. П. Корольова. 

## Життєпис
Народився та навчався у школі в селі Демидів Київської області.
Після закінчення Харківського військового університету поїхав до першого місця служби — на Одещині служив на посаді начальника РЛС. Згодом був переведений до Житомирського військового інституту імені С. П. Корольова, в якому Олексій Коваленко пропрацював 20 років.
З 2016 року підполковник Коваленко неодноразово виконував бойові завдання в районі ведення АТО (ООС). Брав участь у підготовці фахівців радіоелектронної боротьби та спільних навчаннях з офіцерами країн НАТО, втілюючи нові методи навчання майбутніх офіцерів за стандартами НАТО.
Зустрів повномасштабне російське вторгнення 24 лютого 2022 року на бойовому посту під Києвом, очоливши розрахунок зведеної роти радіоелектронної боротьби у складі сил та засобів оборони столиці України — міста Київ. Наступного дня загинув від ворожих куль поблизу рідного села Демидів під час бойового зіткнення, не допустивши загибелі своїх підлеглих.
Залишилася дружина і двоє дітей.

## Нагороди
Неодноразово був нагороджений відзнаками, зокрема:
- подякою Міністра оборони України,
- відзнаками Міністерства оборони України «За сумлінну службу» I, II та III ступенів,
- медаллю «Ветеран служби» за високі показники у бойовій і професійній підготовці,
- відзнакою Президента України медаллю «За участь в антитерористичній операції»,
- Орден «За мужність» III ступеня (2022, посмертно) — за особисту мужність і самовіддані дії, виявлені у захисті державного суверенітету та територіальної цілісності України, вірність військовій присязі.